# Bahnstrecke Samedan–Pontresina
| Nach Samedan–Scuol-Tarasp verkehrender Zug im Bahnhof Pontresina |                     |                                   |                                   |
| Streckennummer (BAV): | 959                 |                                   |                                   |
| Fahrplanfeld: | 960                 |                                   |                                   |
| Streckenlänge: | 5,293 km            |                                   |                                   |
| Spurweite: | 1000 mm (Meterspur) |                                   |                                   |
| Stromsystem: | 11 kV 16,7 Hz ~     |                                   |                                   |
| Maximale Neigung: | 26 ‰                |                                   |                                   |
| |                     |                                   |                                   |
| \| \| \| von Thusis \| \| \| \| 97,707 \| Samedan \| 1705 m \| \| \| \| nach St. Moritz \| \| \| \| 98,046 \| Inn \| Inn \| \| \| 98,716 \| Güterumschlagszentrum Oberengadin \| Güterumschlagszentrum Oberengadin \| \| \| 100,537 \| Punt Muragl \| 1728 m \| \| \| 100,714 \| Flazbach \| Flazbach \| \| \| \| von St. Moritz \| \| \| \| 103,000 \| Pontresina \| 1774 m \| \| \| \| nach Tirano \| \| |                     |                                   |                                   |
| Strecke |                     | von Thusis                        | von Thusis                        |
| Bahnhof | 97,707              | Samedan                           | 1705 m                            |
| Abzweig geradeaus und nach rechts |                     | nach St. Moritz                   | nach St. Moritz                   |
| Brücke über Wasserlauf | 98,046              | Inn                               | Inn                               |
| Dienststation / Betriebs- oder Güterbahnhof | 98,716              | Güterumschlagszentrum Oberengadin | Güterumschlagszentrum Oberengadin |
| Haltepunkt / Haltestelle | 100,537             | Punt Muragl                       | 1728 m                            |
| Brücke über Wasserlauf | 100,714             | Flazbach                          | Flazbach                          |
| Abzweig geradeaus und von rechts |                     | von St. Moritz                    | von St. Moritz                    |
| Bahnhof | 103,000             | Pontresina                        | 1774 m                            |
| Strecke |                     | nach Tirano                       | nach Tirano                       |

Die Bahnstrecke Samedan–Pontresina, auch Pontresinerlinie genannt, ist eine meterspurige Schweizer Schmalspurbahn, die von der Rhätischen Bahn (RhB) betrieben wird. Die im Oberengadin gelegene Strecke verbindet Samedan mit Pontresina und stellt damit das Bindeglied zwischen der Albulabahn und der Berninabahn dar. Die Bahnstrecke Samedan–Pontresina gehört zum RhB-Stammnetz, die Kilometrierung hat deshalb ihren Nullpunkt im Bahnhof Landquart.

## Geschichte
Die Strecke wurde am 1. Juli 1908 eröffnet, zusammen mit dem Abschnitt Pontresina–Morteratsch der Berninabahn-Gesellschaft. Bis zum 1. Juli 1909 war sie die einzige Verbindung zwischen dem RhB-Stammnetz und der bereits (mit Gleichstrom) elektrifizierten Berninabahn. 1913 wurde auch die Pontresinerlinie elektrifiziert, allerdings mit 11 kV 16⅔ Hz Wechselstrom.

## Betrieb
Bis heute ist der Bahnhof Pontresina ein Zweisystembahnhof. Dabei belegen die Stammnetzzüge aus Samedan die Gleise 1 und 2, die Berninabahnzüge die Gleise 4 bis 7. Das Gleis 3 verfügte über eine umschaltbare Fahrleitung und wurde beispielsweise vom Bernina Express von Chur nach Tirano und vom sogenannten Heidiexpress benutzt. Hierbei erfolgte die Ein- und Ausfahrt der Züge genauso wie der Triebfahrzeugwechsel unter dem jeweils benötigten Stromsystem.
Das Güterumschlagszentrum Oberengadin befindet sich bei Samedan.